# 広島市立五日市観音西小学校
広島市立五日市観音西小学校（ひろしましりついつかいちかんのんにししょうがっこう）は、広島県広島市佐伯区坪井三丁目にある公立小学校。

## 校区
- 広島市立五日市観音中学校の校区[1]
  - 城山一丁目（9番、10番）、倉重一丁目〜倉重三丁目、倉重町、観音台一丁目〜観音台四丁目、千同三丁目、坪井二丁目、坪井三丁目、坪井町、三宅町、三宅五丁目、三宅六丁目、屋代町（32番地）

## アクセス
- JR山陽本線 五日市駅下車
- 広島電鉄宮島線 楽々園駅下車、楽々園バス停より乗換
  - 広電バス西方面 東観音台団地線「観音台入口」バス停下車